# Rio Negro (vattendrag)
Rio Negro är ett vattendrag i Brasilien.   Det ligger i kommunen Guajará-Mirim och delstaten Rondônia, i den västra delen av landet, 1 900 km väster om huvudstaden Brasília.
I omgivningarna runt Rio Negro växer i huvudsak städsegrön lövskog. Trakten runt Rio Negro är nära nog obefolkad, med mindre än två invånare per kvadratkilometer.